# Cubocephalus dreisbachi
Cubocephalus dreisbachi là một loài tò vò trong họ Ichneumonidae.